# Џенђанг
Џенђанг (镇江) град је Кини у покрајини Ђангсу. Према процени из 2009. у граду је живело 633.506 становника.

## Становништво
Према процени, у граду је 2009. живело 633.506 становника.
| 1990.   | 2000.   | 2009    |
| ------- | ------- | ------- |
| 355.064 | 614.601 | 633.506 |